# (37865) 1998 FS15
1998 FS15 (asteroide 37865) é um asteroide da cintura principal. Possui uma excentricidade de 0.15366590 e uma inclinação de 13.84013º.
Este asteroide foi descoberto no dia 28 de março de 1998 por ODAS em Caussols.